# 沈泳吟
沈泳吟（1989年10月6日—），畢業於武漢大學新聞與傳播學院。現任壹電視新聞台專任主播、氣象主播、主持人、製作人，以及年代MUCH台、壹電視綜合台節目主持人。

## 簡歷
2008年9月7日就讀武漢大學新聞與傳播學院新聞學系，2011年2月於台北之音廣播電台實習，2012年6月25日取得學士學位，同年參加中天新聞徵才考試，錄取擔任國際編譯與文字記者。2013年開始兼任氣象主播播報氣象。
2014年，加入壹電視新聞擔任國際編譯、整點新聞主播、氣象主播，並曾在2015年擔任《壹WALKER》代班主持人。2016年，主持娛樂新聞節目《娛樂壹級棒》，並在網路上引起多次討論。
2017年10月31日，接棒主持兒童節目《荳荳快樂學堂》、兒少益智節目《動物方城市》外景主持人。2019年9月，擔綱主持娛樂節目《星奇網事》。
2020年2月，因應COVID-19全球疫情，接下《全球危機總動員》防疫專題節目主持人；同年7月，節目轉型為《全球順時鐘》，探討國際情勢詭譎發展；7月20日起，負責週間23:00-01:00時段的《新聞夜PRO》播報工作。

## 經歷
- 中天新聞國際組編譯、生活組文字記者（2012年8月～2014年7月）
- 中天新聞氣象主播（2013年2月11日～2014年7月）
- 壹電視新聞台國際中心編譯、氣象主播、新聞主播（2014年8月～）
- 壹電視新聞台節目主持人（2015年4月19日～）
- 年代MUCH台、壹電視綜合台節目主持人（2017年10月～）

## 曾主播過或主持過的節目
| 時間                                           | 頻道                    | 節目               | 備註                               |
| 2014年10月10日～2017年2月12日                  | 壹電視新聞台            | 《繞著地球跑》     | 《壹早報》中的單元                 |
| 2015年4月19日、2015年5月10日                   | 壹電視新聞台            | 《壹WALKER》       | 第16集、第19集節目主持人           |
| 2016年8月6日～2020年2月1日 2022年8月20日－至今 | 壹電視新聞台            | 《娛樂壹級棒》     | 主持人兼製作人                     |
| 2023年5月13日～至今                            | 壹電視新聞台            | 《前進壹晚報》     | 假日主播                           |
| 2017年7月31日～2017年10月5日                   | 壹電視新聞台            | 《PRO特搜線》      | 《新聞夜PRO》中的單元              |
| 2018年3月13日～至今                            | 壹電視新聞台            | 《10點上新聞》     | 輪播主播                           |
| 2020年2月8日～2020年7月11日                    | 壹電視新聞台            | 《全球危機總動員》 | 主持人                             |
| 2020年7月18日～2020年12月26日                  | 壹電視新聞台            | 《全球順時鐘》     | 主持人，共播出24集                 |
| 2020年7月20日～2022年5月31日                   | 壹電視新聞台            | 《新聞夜PRO》      | 新聞主播                           |
| 2021年2月10日～2021年2月16日                   | 壹電視新聞台            | 《全球影響力100》  | 主持人，主持第1、3、5、6集         |
| 2018年8月25日～2019年7月20日                   | 年代MUCH台              | 《創新秘笈》       | 主持人，主持第342、344、346、349集 |
| 2017年10月31日～至今                           | 年代MUCH台 壹電視綜合台 | 《荳荳快樂學堂》   | 主持人                             |
| 2017年12月3日～2017年12月30日                  | 年代MUCH台 壹電視綜合台 | 《音樂星聲代》     | 主持人，共播出共16集               |
| 2018年5月19日～2018年8月11日                   | 年代MUCH台 壹電視綜合台 | 《動物方城市》     | 外景主持人、節目旁白，共播出13集   |
| 2019年10月1日～2020年2月23日                   | 年代MUCH台 壹電視綜合台 | 《星奇網事》       | 主持人，全2季共播出21集            |

### 主持活動
- 主持《2018飛躍桃園直達美好跨年晚會》記者會（2017年12月8日）[8]
- 主持「A TEAM」首張專輯《44釐米》台北場粉絲簽唱會活動（2018年3月3日）[9]
- 主持「穆熙妍」《你的美好，千金不換》新書記者會（2018年8月5日）[10][11]
- 專訪「成吉思汗健身俱樂部」創辦人館長陳之漢，並於格鬥擂臺上與館長對決，結局慘敗。（2018年12月26日）[12][13][14]
- 台酒南投酒廠威士忌品牌OMAR「天使眷戀的威士忌 101品牌體驗館」21天快閃活動專訪台酒董事長丁彥哲（2019年12月20日）[15]
- 主持「2020桃園萬聖城—是在HELLO CITY試點燈」記者會（2020年10月30日）[16][17][18]

## 受訪 & 演講
- 2017年11月22日(三) 大同大學演講[19][20]
- 2018年5月28日(一) 銘傳大學專訪[21]
- 2019年3月15日(三) 弘光科技大學「三創實務導讀─創意、創新、創業知能的培養」通識課程講師[22]

## 外部連結
- 主播介紹 （页面存档备份，存于）
- 沈泳吟的Facebook專頁 （繁體中文）
- 沈泳吟的Instagram帳戶 （繁體中文）
- YouTube上的沈泳吟’s頻道 （繁體中文）